# TVBS
TVBS（聯利媒體）是台灣有線電視頻道經營者之一，為台灣首家衛星電視台。1993年9月28日開播，結束了以往「老三台」獨佔台灣電視廣播之壟斷局面。目前擁有5個電視頻道，分別為TVBS新聞台、TVBS歡樂台、TVBS、TVBS-Asia（海外）、TVBS精采台（MOD）。
目前TVBS全頻道以HD高畫質製播，並率先將4K設備應用於戲劇拍攝與大型晚會轉播。

## 歷史

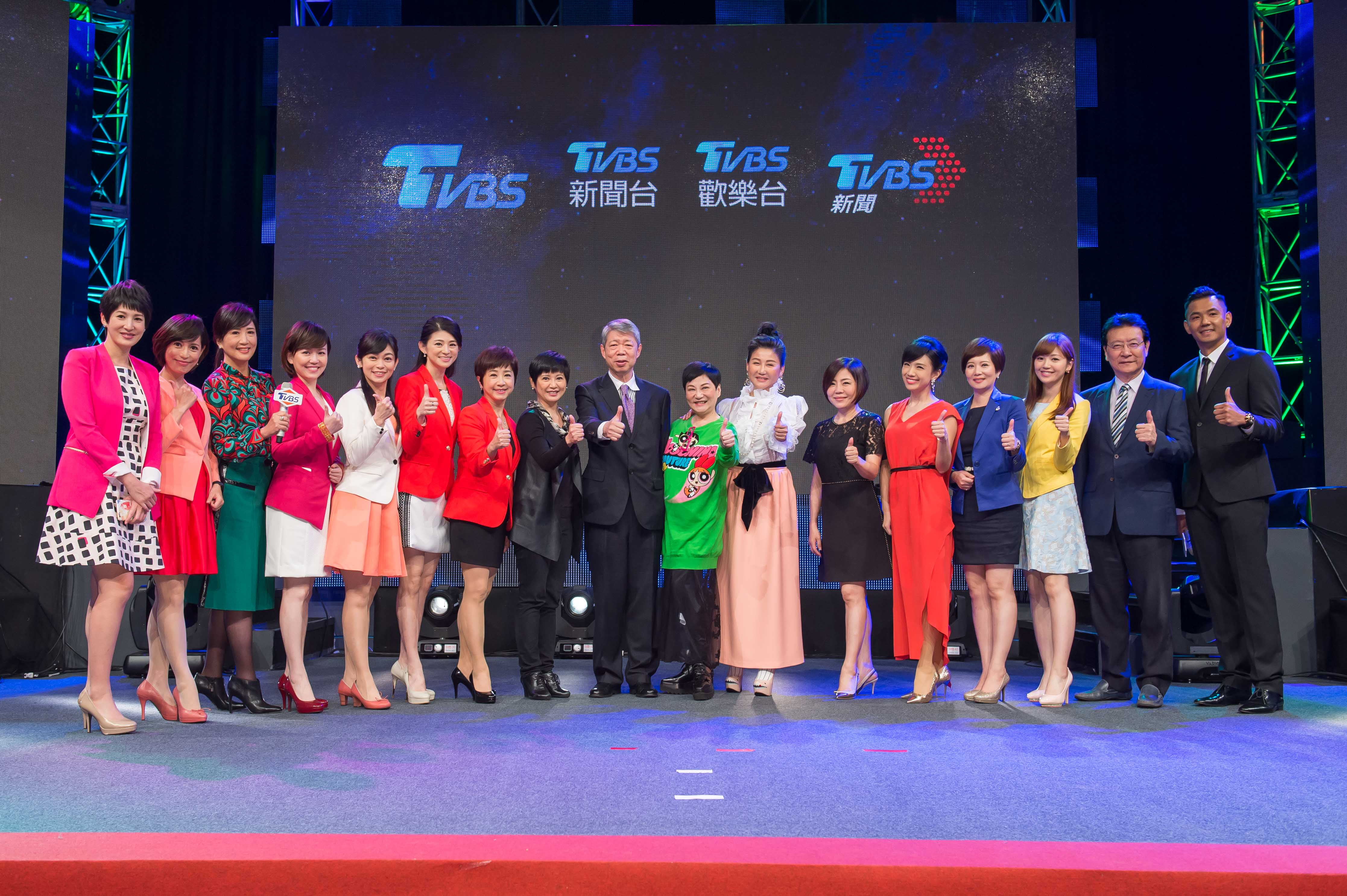
TVBS董事長張孝威與艺人張小燕、TVBS主持人趙少康、藍心湄、于美人，以及新聞總監詹怡宜及主播群。

### 重大紀事
TVBS主要於臺灣從事電視節目製作、電視頻道傳輸及營運業務。
台灣在1990年之前，電視僅有台視、中視、華視等老三台。1993年，立法院三讀通過《有線電視法》，開放有線電視。同年8月6日，香港電視廣播有限公司（TVB）出資70%，台灣年代影視出資30%，成立聯意製作股份有限公司（無線衛星電視台），由邱復生出任董事長。9月28日，台灣本土第一個衛星電視頻道無線衛星電視台開播，為全國第一個有線衛星电视頻道，宣傳口號「第四個電視台，第二個選擇」，標榜與無線電視做出市場區隔，是台灣第一家採用通用電子的數位播映系統的電視台。
TVBS開播當天（1993年9月28日）的節目表：
| 播時間      | 節目名稱                       |
| ----------- | ------------------------------ |
| 15:08~16:00 | 頻道介紹（各國電視台祝賀）     |
| 16:00~17:30 | 大放異彩（無線衛星台節目巡禮） |
| 17:30~18:30 | 一炮而紅（巨星成名經典作）     |
| 18:30~19:00 | 頻道介紹                       |
| 19:00~20:00 | 倚天屠龍記                     |
| 20:00~21:30 | 大放異彩                       |
| 21:30~22:30 | 火玫瑰                         |

1994年8月1日，「2100全民開講」開播。同年9月，無線衛星電視台創立全娛樂綜藝戲劇頻道TVBS-G，2009年更名為TVBS歡樂台。
1995年10月，無線衛星電視台創立台灣第一個24小時全天候新聞頻道TVBS-NEWS，當時中華民國總統兼中國國民黨主席李登輝曾以「三台新聞節目及時數比不上TVBS」一語來稱讚TVBS新聞。
1997年6月2日，無線衛星電視台的海外频道TVBS-Asia開播，全天候向世界广播。1999年9月，台灣發生921大地震，TVBS募集到來自56,213名善心人士超過新台幣11億元的善款；與地方政府共同興建『921地震教育園區』。同年12月31日，TVBS首次與臺北市政府合作製播跨年晚會。
2000年3月，因應台灣總統大選，成立全台灣第一個國際媒體中心（IBC）。2003年10月8日，董事長邱復生辭任，由梁乃鵬接任。2004年11月19日，第三屆「卓越新聞獎」，TVBS入圍國際新聞報導獎，此為國內有線電視新聞台首度入圍。
2006年6月15日，民進黨立委賴清德聲稱，TVBS有關吳淑珍收受Sogo禮券的報導不實，要求國家通訊傳播委員會調查，並聲言要TVBS關閉。國家通訊傳播委員會不受理，而吳淑珍被檢方控以貪污罪名。
2007年3月，TVBS因為播出「周政保影帶事件」創下高收視率1.42，但新聞處理備受社會爭議，總經理李濤在輿論壓力下，公開道歉並請辭。
2008年3月3日，TVBS-NEWS落地新加坡有線電視平台星和視界。2009年5月，TVBS由八德路遷至內湖瑞光路新大樓辦公；同年6月，TVBS-G正式更名為TVBS歡樂台；TVBS-NEWS正式更名為TVBS新聞台。
2013年3月18日，《FOCUS全球新聞》開播。5月6日，TVBS成立新媒體事業部。5月20日，設立戲劇中心
2016年3月8日，利茂投資股份有限公司與丁廣鈜先生為法人代表的富仕宇股份有限公司，聯合自香港TVB購得其在TVBS的全部47%股權。同年8月25日，TVBS向經濟部商業司提出公司名稱變更申請，由「聯意製作股份有限公司」更改為「聯利媒體股份有限公司」。12月21日，TVBS啟用第二代企業識別系統，取代使用了23年的第一代商標與音樂，變更公司名稱為「聯利媒體股份有限公司」。
2017年8月3日，「TVBS精采台」在MOD開播。

### 股權變動
最初無線衛星電視台乃香港電視廣播有限公司持股70%及臺灣年代集團持股30%合資創立，並由年代影視董事長邱復生主導發展。
2005年初，電視廣播有限公司以9億元向邱復生購回TVBS 30%股份。
2015年5月4日，台灣利茂、德恩及連信等三家投資公司聯合自香港TVB購得TVBS 53%股權
2016年2月24日，國家通訊傳播委員會（NCC）決議同意通過電視廣播有限公司旗下東方彩視申請轉讓投資事業予聯意製作（TVBS）股份。
2016年3月8日，利茂投資股份有限公司與丁廣鈜先生為法人代表的富仕宇股份有限公司，聯合自電視廣播有限公司購得其在TVBS的全部47%股權，使TVBS成為百分百台資的公司，股東為：富仕宇股份有限公司、利茂投資股份有限公司、德恩投資股份有限公司及連信投資股份有限公司。
根據商業司登記資料，聯利媒體董事長為張孝威、副董事長為丁廣鋐、董事陳文琦、簡民一及黎少倫等人，分別代表富仕宇股份、利茂投資、連信投資等法人；其中陳文琦是王雪紅夫婿，簡民一是KKBOX創辦人、也是王雪紅外甥，黎少倫是王雪紅在威盛電子愛將、同是基督教教友。

#### 股權爭議
2005年11月8日：行政院新聞局局長姚文智認定TVBS資金為「外資」，「實質上」違反《衛星廣播電視法》（該法規定外國法人「直接持股」的上限），課以新臺幣100萬元罰鍰，並責令12月20日前要改正。
2005年11月9日：TVBS指該台沒有違反《衛星廣播電視法》，拒絕接受行政院新聞局處罰，並依法採取救濟訴願（上訴）。
2005年11月16日：中華民國國家安全局調查指出，TVBS並非陸資。
2006年5月29日：TVBS訴願（上訴）成功。

## 公司管理層
| 姓名                     | 職稱           |
| 管理層                   | 管理層         |
| ------------------------ | -------------- |
| 陳文琦                   | 董事長         |
| 丁廣鋐                   | 副董事長       |
| 曾擔任股東及管理層的人物 |                |
| 邱復生                   | 前董事長、股東 |
| 梁乃鵬                   | 前董事長       |
| 李濤                     | 前總經理       |
| 林嘉欣                   | 代總經理       |
| 楊鳴                     | 前總經理       |
| 張孝威                   | 前董事長       |

### 事記
- 2003年10月8日：董事長邱復生於TVBS董事會中宣佈辭去董事長和董事職務，董事長由香港電視廣播有限公司（TVB）副行政主席梁乃鵬接任，邱復生仍擁有TVBS百分之三十的股權。[11]
- 2005年2月4日：香港電視廣播有限公司間接全資擁有TVBS。[12]
- 2007年4月2日：李濤請辭TVBS總經理，財務部協理林嘉欣代理。
- 2007年9月10日：楊鳴接任總經理。
- 2012年5月1日：張孝威接任董事長。
- 2015年5月31日：楊鳴辭任總經理。
- 2015年6月1日：張孝威兼任總經理。
- 2016年8月25日：公司登記名稱更改為「聯利媒體股份有限公司」。
- 2019年7月1日，TVBS宣布董事長張孝威將於同年9月退休，董事會將推舉陳文琦接任董事長[13]。
- 2023年12月31日，改名為聯利媒體後首次製播2024臺北最High新年城跨年晚會，也是TVBS睽違9年再次舉辦該跨年晚會[14]。

## 旗下電視頻道

### 現有頻道
| 開播時間      | 頻道名稱   | 頻道屬性   | 收看方式                                                                                        | 備註                   |
| ------------- | ---------- | ---------- | ----------------------------------------------------------------------------------------------- | ---------------------- |
| 1993年9月28日 | TVBS       | 新聞、綜合 | 有線電視第56頻道四季線上影視67頻道 YouTube線上直播                                              |                        |
| 1994年9月12日 | TVBS歡樂台 | 娛樂、戲劇 | 有線電視第42頻道四季線上影視77頻道                                                              | 前身為TVBS-G黃金娛樂台 |
| 1995年10月2日 | TVBS新聞台 | 新聞、資訊 | 有線電視第55頻道 四季線上影視55頻道 TVB Anywhere 第227頻道 myTV SUPER 第702頻道 YouTube線上直播 | 前身為TVBS-N新聞台     |
| 2017年8月1日  | TVBS精采台 | 綜合、資訊 | 中華電信MOD第311頻道四季線上影視17頻道                                                          | 前身為TVB8台灣版       |

### 海外頻道
| 開播時間     | 頻道名稱  | 頻道屬性 | 收看方式                                         |
| ------------ | --------- | -------- | ------------------------------------------------ |
| 1997年6月2日 | TVBS-Asia | 海外     | TVB Anywhere 第228頻道 香港 myTV SUPER 第601頻道 |

## 爭議事件

### 腳尾飯事件
- 2005年6月2日，台北市議員王育誠利用錄影帶拍攝殯葬業者在告別式結束後，將腳尾飯送至民間自助餐店內，用菜餚製作成豆腐乳。該片段首先於TVBS新聞台播出。腳尾飯現象經王育誠議員提出後引起台灣社會的普遍關注，但疑點也逐漸浮現。經媒體追查，該卷錄影帶被證實是王育誠的議員助理們聯同一位曾於東森新聞S台任職的攝影組副組長及一位臨時演員所共同參與製作，被輿論譴責：「一場自編、自導、自演的造假揭弊案」。

### 瀝青鴨事件
- 2006年12月20日，TVBS報導一位婦人檢舉吃到以瀝青脫毛的薑母鴨[15]，之後未經查證於20日至22日間，製播相關新聞[16]，造成鴨農生意下跌五成[17]。同月26日，公視批判表示：「媒體一再缺乏查證就報導爆料新聞，傷害的是自己的公信力。」[18]。12月28日化驗結果證明，並無發現瀝青鴨，所謂「不明黑膠」為被碳化之松脂。對此，時任新聞局長鄭文燦於12月31日表示，TVBS有必要向社會大眾說明清楚。TVBS隨即於2007年1月1日凌晨回應：「瀝青鴨」報導是根據民眾檢舉，被訪攤商在記者再三詢問下，指稱當中的黑色不明物體就是「瀝青」，且TVBS留有原始錄影帶，絕非憑空捏造，更無炒作之意[19]。事後，自同年1月10日開始，TVBS連續10天播出「台灣好鴨系列專題報導」，並舉辦「台灣好鴨 薑母鴨鬥陣吃」千人免費試吃活動，提供免費薑母鴨給民眾品嚐，作為補償。在NCC「有關瀝青鴨事件之處理」說明中，按《衛星廣播電視法》第30條規定：「對於衛星廣播電視之節目或廣告，利害關係人認有錯誤，得於播送之日起，20日內要求更正。」由於「中華民國養鴨協會」於2007年1月3日要求TVBS-N頻道更正錯誤報導後，該頻道於該年1月10日起已就瀝青鴨事件作更正報導，為本身未周延查證致歉，因此不再適用相關處罰規定。

### 周政保影帶事件
- 2007年3月，TVBS一名駐地記者被指協助幫派成員周政保拍攝嗆聲錄影帶，相關新聞播出時創下1.42高收視率。播出後，部分電視台跟進播出相關片段，被外界質疑此舉破壞社會治安。事後，台灣各界對此譴責，TVBS因此多次發表聲明向觀眾致歉。根據中央社2007年3月28日報導，TVBS發布聲明表示，有關播出黑道分子嗆聲影帶，根據新聞部追查拍攝過程，發現影帶是由南投駐地記者史鎮康拍攝，中部新聞中心特派員張裕坤未上報此事，導致新聞部在不知情的情況下製作與多次播出。TVBS對此懲處相關失職人員，其中包括張裕坤及史鎮康等人員予以免職，TVBS並為新聞控管不周，向社會大眾致歉，進行內部二波懲處，新聞部總監潘祖蔭、副總監孫嘉蕊分別被調離新聞部和請辭，總經理李濤道歉請辭，以示肩負媒體社會責任。[4]

- 2008年9月27日，TVBS-N主播廖盈婷在播報中華民國前總統陳水扁相關新聞時提及：「有民進黨大老希望阿扁把海外7億的錢拿出來，另創一個新的政黨…。」隨後在切換新聞畫面時，有一個女聲以旁白的形式冒出表示：「神經病，阿扁怎麼可能把錢吐出來…吃大便！」。根據聯合報於隔日的報導，TVBS於9月27日晚間11時透過新聞形式向陳水扁及觀眾緊急道歉，並表示將處分相關人員。TVBS在女聲出現後隨即發表聲明：「今晚19：57分整點新聞中，一位主播在棚內私下之不當言論，因工程作業疏失不慎播出。TVBS特別向陳前總統及觀眾致歉。」。
- 2015年，高雄市一名古董收藏家住院返家後，發現家中一幅宣稱為在1947年二二八事件中身亡的已故臺灣著名畫家陳澄波畫作《鼓浪嶼之二》遭竊。同年7月4日，主播華舜嘉在報導此新聞時口誤表示：「陳澄波自己本人也相當緊張」[20]；網友對此評論TVBS「秀下限」、「通靈」、「觀落陰」。

### 花蓮縣政府收買媒體案
- 2018年12月，《鏡周刊》報導傅崐萁在擔任花蓮縣長任內共發包25個縣府媒體採購案，然而採購案得標者皆為花蓮在地媒體記者，每名承包標案的記者可獲得台幣14萬元至46萬餘元不等的酬勞[21]；得標記者的工作為產製有關時任縣長傅崐萁施政舉措的文字和影音報導並提供縣府。此案引起台灣社會高度關注[22][23][24][25]，諸多知名平面和電子媒體的員工涉及此案，其中TVBS表示，基於該公司李姓記者已違反內部新聞自律公約及工作規則，依勞基法予以免職處分，並對此事件表達遺憾[26]。
- 2018年11月25日，非洲豬瘟蔓延中國大陸時，TVBS新聞節目中國進行式報導介紹哈爾濱的豬肉紅腸，推銷中國大陸肉品。[27]
- 2022年3月16日，TVBS晚間7點節目《FOCUS全球新聞》為了報導韓國的嚴重特殊傳染性肺炎疫情，而將韓國國旗圖像與病毒圖像予以合成後製。此事後經JTBC[28]、SBS[29]、《朝鮮日報》[30]等韓國媒體報導後，TVBS則是於同年4月19日在公司網站發表致歉聲明。[31]
- 2022年9月17日，台灣寬頻通訊（TBC）與大豐有線電視分別向NCC申請將定頻第55頻道的TVBS新聞台分別移頻至第158頻道及第149頻道，並由鏡電視新聞台遞補第55頻道，引發軒然大波。TVBS表示，日前TVBS已經拜訪NCC，「嚴正表達不同意此移頻要求，為保障觀眾收視權益而努力」。TBC與大豐有線電視表示，此案純屬授權費之商業談判，無關政治[32][33]。2022年10月5日，NCC第1035次委員會議決議，不予許可TBC所屬5家有線電視系統業者（南桃園有線電視、北視有線電視、信和有線電視、群健有線電視、吉元有線電視）、大豐有線電視、台灣數位寬頻有線電視與新高雄有線電視申請之TVBS新聞台移頻案。NCC表示，上列8家有線電視系統業者並未提供客觀且足以佐證之調查資料可具體證明鏡電視新聞台優於TVBS新聞台，實難認符合《有線廣播電視系統經營者申請頻道規劃及其類型變更許可辦法》第3條第4項審查標準[34][35]。

## 歷年口號
| 年份      | 開台時間   | 口號                                                    |
| 1993年    | 開台       | 第四個電視台 第二個選擇                                 |
| 時間待查  |            | 立足台灣 放眼世界                                       |
| 2003年    | 十週年     | 世界的眼光 台灣的希望                                   |
| 2004年    | 十一週年   | 神氣活力 一一展現                                       |
| 2005年    | 十二週年   | 領先 關懷 觀點                                          |
| 2006年    | 十三週年   | 深耕台灣 寶貝希望                                       |
| 2007年1月 | 十四週年   | NEW台灣（國語發音） NEW一下（台語發音，「扭一下」之意） |
| 2007年9月 | 十四週年   | 放眼世界 台灣更強 TVBS邁向15年                          |
| 2008年    | 十五週年   | EYE（愛）上新世界 TVBS15週年                            |
| 2009年    | 十六週年   | 台灣好精神                                              |
| 2010年    | 十七週年   | HOPE 希望17 與你一起                                    |
| 2011年    | 十八週年   | going 18 going TVBS                                     |
| 2012年    | 十九週年   | 翻轉新視界 TVBS邁向20                                   |
| 2013年    | 二十週年   | 我們生日你們快樂                                        |
| 2014年    | 二十一週年 | 創新公正                                                |
| 2015年    | 二十二週年 | 迎向生態文明新時代                                      |
| 2016年    | 二十三週年 | 用生態現在事 寫文明未來式                               |
| 2018年    | 二十五週年 | 無限 不斷挑戰極限                                       |
| 2019年    | 二十六週年 | 飛得更高 看得更遠                                       |
| 2023年    | 三十周年   | 連接世界 奮起台灣                                       |

## 相關機構
- TVBS民意調查中心（TVBS Poll Center，簡稱為TVBS民調中心）：是TVBS的民意調查部門，位於捷運松江南京站附近。1996年2月，TVBS新聞部成立台灣電子媒體第一家民意調查中心，執行民意調查項目包含：新聞時事、政治或民生議題、公共政策、選舉民調、市場調查等。

2004年，TVBS民調中心與美國Mitofsky民調公司合作辦理「台灣第一次全國性出口民調」，並邀請國立政治大學、東吳大學、東海大學、國立中正大學、國立中山大學等校共同執行，但結果不如預期，而後就未再辦理。
- 財團法人TVBS信望愛永續基金會：以推廣文化與社會公益、提升新聞人素質與報導品質、促進永續生活與發展為宗旨。

## 設立獎項
- TVBS大學新聞獎：
- 全球華文永續報導獎：除鼓勵大量正面價值報導，促進新聞交流外，藉以推動與串聯全球華文媒體共同重視、報導「生態文明」、「永續發展」相關議題，期許擴大媒體效應與影響力。

## 相關著作
| 年份             | 書名                           | 作者 | 出版社 | ISBN               |
| 2000年8月1日初版 | 《顛覆媒體：邱復生和TVBS傳奇》 | 路境 | 亞細亞 | ISBN 957-03-1733-7 |

## 外部連結
- TVBS官方網站（页面存档备份，存于）